# I don’t work here
I don’t work here ist eine deutsche Miniserie. Sie ist eine Adaption der israelischen, mit einem Emmy ausgezeichneten Fernsehserie Nevsu. In den Hauptrollen spielen Akeem van Flodrop und Sina Martens. Alle Folgen werden seit dem 11. April 2023 im Programm ZDFneo gezeigt. Die Komödienserie dreht sich um eine Familie mit multikultureller Prägung.

## Handlung
Dawit und Laura sind gemeinsam mit ihrer Tochter Fiyori in das Haus von Lauras Eltern gezogen. Allerdings erweist sich das Zusammenleben mit Heidi und Walter als problematisch, weil Heidi die Nähe zu ihrer Familie zu sehr genießt. Dawit bewältigt das erweiterte Familienleben auf manchmal etwas spezielle, aber liebevolle Weise. Allerdings gerät er dadurch gelegentlich in heikle Situationen; auch ist er immer wieder rassistischen Handlungen ausgesetzt. Laura versucht, Diskriminierung und Ungerechtigkeit zu bekämpfen. Ihre Schwiegermutter Lemlem verhehlt nicht, dass sie sich für ihren Sohn eine andere Frau wünschte. In der Komödie geht es um Generationenkonflikte, Geschlechterrollen, interkulturelle Begegnungen und Spannungen und nicht zuletzt um Alltagsrassismus.

## Rezeption
Marie-Sophia Trautmann bewertet die Serie positiv, ihre Unverklemmtheit und vielschichtige Figurenschilderung. Tilmann P. Gangloff empfiehlt die Serie ebenfalls: „Die acht Folgen haben neben vielen peinlichen Situationen, die wie dem Leben abgeschaut wirken, auch formidable Dialoge zu bieten. Regie führte Arman T. Riahi, der mit Kameramann Jonas Schneider für eine besondere Bildgestaltung mit einer Vorliebe für ungewöhnliche Blickwinkel gesorgt hat. Die Ensemble-Leistung ist ebenfalls bemerkenswert; die Eheszenen mit Gabriela Maria Schmeide und Peter Lohmeyer haben Loriot-Niveau“.